# 456 Abnoba
456 Abnoba је астероид главног астероидног појаса. Приближан пречник астероида је 39,76 km,
а средња удаљеност астероида од Сунца износи 2,786 астрономских јединица (АЈ).
Инклинација (нагиб) орбите у односу на раван еклиптике је 14,443 степени, а орбитални период износи 1698,778 дана (4,651 године). Ексцентрицитет орбите астероида износи 0,181.
Апсолутна магнитуда астероида износи 9,20 а геометријски албедо 0,233.
Астероид је откривен 4. јуна 1900. године.